# Karol Ondriaš
Karol Ondriaš (* 30. března 1952 Žitavany) je slovenský přírodovědec a komunistický politik, bývalý poslanec slovenského parlamentu za Komunistickou stranu Slovenska.

## Profesní kariéra
V letech 1958 až 1967 navštěvoval základní školu v Zlatých Moravcích. Po skončení základní školy nastoupil na Lesnické odborné učiliště, obor dřevorubec, ve Veličné. V roce 1968 nastoupil na Střední lesnickou technickou školu v Liptovském Hrádku. Studium ukončil maturitou. Na Přírodovědecké fakultě Univerzity Komenského v Bratislavě studoval v letech 1972 až 1977 odbor fyzika, specializace biofyzika. V roce 1984 vykonal rigorózní zkoušku a byl mu udělený titul RNDr. O rok později, 24. dubna 1985, obhájil kandidátskou práci na téma „Biofyzikálna analýza membránových účinkov lokálnych anestetík“ a získal hodnost kandidát věd.
19. října 1998 na Univerzitě Komenského získal titul DrSc. za disertační práci na téma „Antioxidačné vlastnosti niektorých farmakologicky aktívnych látok“.

## Politická kariéra
Karol Ondriaš byl ve volebním období 2002 až 2006 byl za Komunistickou stranu Slovenska zvolen poslancem Národní rady Slovenské republiky. Byl členem výboru pro životní prostředí a ochranu přírody a výboru pro evropské záležitosti. V letech 2002 až 2006 byl místopředsedou Komunistické strany Slovenska. V roce 2006 neúspěšně kandidoval na primátora Bratislavy. Po dvouletém působení jako řadového člena strany byl v roce 2008 znovu zvolen za člena Ústředního výboru KSS. Kandidát ve volbách do Evropského parlamentu dne 6. června 2009.

## Knihy
- Človek alias programovaný biologický stroj a jeho lásky
- Bohovia súčasných mytologii & Komunizmus
- Hahaha
- My, Motroci XXI. storočia, takto prísaháme
- Socializmus vs. kapitalizmus
- Zamatová revolúcia a ródeo Veľkých samcov
- Všeobecné kecy, fakty a nezodpovedané otázky
- Vytunelovaní